# Lista de prefeitos de Grossos
Esta é a lista de prefeitos de Grossos, município brasileiro do estado do Rio Grande do Norte.
| Nº | Prefeito                           | Imagem                    | Partido                   | Primeira-dama                                 | Início de mandato     | Fim de mandato         | Vice-prefeito                   | Observações                   |
| -- | ---------------------------------- | ------------------------- | ------------------------- | --------------------------------------------- | --------------------- | ---------------------- | ------------------------------- | ----------------------------- |
| 1  | José Marcelino Ferreira            |                           |                           | N/C                                           | 1 de janeiro de 1954  | 1 de setembro de 1954  | —                               | Prefeito nomeado              |
| 2  | Alfredo Avelino Trindade           |                           |                           | N/C                                           | 1 de setembro de 1954 | 31 de janeiro de 1955  | —                               | Prefeito nomeado              |
| 3  | João Rebouças da Costa             |                           |                           | N/C                                           | 31 de janeiro de 1955 | 31 de janeiro de 1960  | Manoel Firmino da Costa         | Prefeito e vice eleitos       |
| 4  | Raimundo Gonçalves de Oliveira     |                           |                           | Francisca Amaro dos Santos                    | 31 de janeiro de 1960 | 31 de janeiro de 1965  | João Câncio Filho               | Prefeito e vice eleitos       |
| 5  | José Maurício da Silva             |                           | UDN                       | Maria Salete da Silva                         | 31 de janeiro de 1965 | maio de 1967           | Manoel Firmino de Souza         | Prefeito e vice eleitos       |
| 6  | Luciano Costa Josino               |                           |                           | N/C                                           | maio de 1967          | 26 de junho de 1967    | —                               | Prefeito interino             |
| 7  | Luiz Gonzaga César de Paiva        |                           |                           | Imerita Medeiros de Paiva                     | 26 de junho de 1967   | 31 de janeiro de 1970  | —                               | Interventor estadual          |
| 8  | José Fausto                        |                           | MDB                       | N/C                                           | 31 de janeiro de 1970 | 31 de janeiro de 1973  | José Esperidião Costa           | Prefeito e vice eleitos       |
| 9  | Antônio Amâncio de Mendonça        |                           | ARENA                     | Josefa Sinézia de Mendonça                    | 31 de janeiro de 1973 | 31 de janeiro de 1977  | N/C                             | Prefeito e vice eleitos       |
| 10 | Raimundo Gonçalves de Oliveira     |                           |                           | Francisca Amaro dos Santos                    | 31 de janeiro de 1977 | 31 de janeiro de 1983  | Antônio Marques de Souza        | Prefeito e vice eleitos       |
| 11 | Antônio Railton Ferreira da Silva  |                           | PDS                       | Flaviana Jacinta de Mendonça Ferreira e Silva | 31 de janeiro de 1983 | 31 de dezembro de 1988 | N/C                             | Prefeito e vice eleitos       |
| 12 | Francisco Chagas de Oliveira       |                           |                           | Flávia Lúcia de Mendonça Oliveira             | 1 de janeiro de 1989  | 31 de dezembro de 1992 | N/C                             | Prefeito e vice eleitos       |
| 13 | Antônio Railton Ferreira da Silva  |                           |                           | Flaviana Jacinta de Mendonça Ferreira e Silva | 1 de janeiro de 1993  | 31 de dezembro de 1996 | Sidrônio Freire da Silva        | Prefeito e vice eleitos       |
| 14 | Francisco Chagas de Oliveira       |                           | PSDB                      | Flávia Lúcia de Mendonça Oliveira             | 1 de janeiro de 1997  | 31 de dezembro de 2000 | José Manoel de Paiva            | Prefeito e vice eleitos       |
| 15 | João Dehon da Silva                |                           | PT                        | Maria Suelda de Souza Silva                   | 1 de janeiro de 2001  | 31 de dezembro de 2004 | Valmir Firmino                  | Prefeito e vice eleitos       |
| 16 | João Dehon Neto da Costa           |                           | PPS                       | Margareth Ferreira Monteiro                   | 1 de janeiro de 2005  | 23 de junho de 2005    | Veronilde Caetano da Silva      | Prefeito e vice eleitos       |
| 17 | Veronilde Caetano da Silva         |                           | PMDB                      | Raimunda Deusamir Brito da Silva Caetano      | 24 de junho de 2005   | 31 de dezembro de 2012 | —                               | Vice-prefeito eleito no cargo |
| 17 | Veronilde Caetano da Silva         | PSB                       | Melânia Maria da Costa    | Raimunda Deusamir Brito da Silva Caetano      | 24 de junho de 2005   | 31 de dezembro de 2012 | Prefeito reeleito e vice eleita |                               |
| 18 | José Maurício Filho                |                           | PMDB                      | Luzia Ghiorgia Azevedo Costa Souza            | 1 de janeiro de 2013  | 31 de dezembro de 2002 | Martins Carlos Gomes            | Prefeito e vice eleitos       |
| 18 | José Maurício Filho                | Prefeito e vice reeleitos | PMDB                      | Luzia Ghiorgia Azevedo Costa Souza            | 1 de janeiro de 2013  | 31 de dezembro de 2002 | Martins Carlos Gomes            |                               |
| 19 | Cínthia Sonale Silva Alves e Souza |                           | PSDB                      | N/C                                           | 1 de janeiro de 2021  | até a atualidade       | Antônio Valdeci Caetano         | Prefeita e vice eleitos       |
| 19 | Cínthia Sonale Silva Alves e Souza | UNIÃO                     | Prefeita e vice reeleitos | N/C                                           | 1 de janeiro de 2021  | até a atualidade       | Antônio Valdeci Caetano         |                               |

OBS: N/C - Não consta.